# Флора Паркер Де Гейвен
Флора Паркер Де Гейвен (англ. Flora Parker DeHaven; 1 вересня 1883 — 9 вересня 1950) — американська кіноакторка. Мати акторки Глорії Де Гейвен.

## Життєпис
Флора Паркер Де Гейвен, яка разом з чоловіком, Картером Де Гейвеном, була однією з провідних актрис «Paramount-Artcraft Picture», народилася в Перт-Амбой, Нью-Джерсі, і рано проявила бажання виступати на сцені.
Почала виступати на сцені у Новому Орлеані. Грала провідні ролі у водевілях, поставлених Натаном Гудвіном, а потім грала у водевілях разом зі своїм чоловіком. Вона зіграла королеву в «The Queen of Moulin Rouge».
Флора Паркер Де Гейвен була дуже гарною танцівницею.
Її дебют в кіно відбувся у кінокомпанії «Universal Studios», звідки вона перейшла в кінокомпанію «Metro-Goldwyn-Mayer», де грала головні ролі в багатьох короткометражних комедіях разом з чоловіком, а потім в компанію «Paramount-Artcraft Picture», де також була задіяна в головних ролях. У титрах до фільмів вона часто позначалася як місіс Картер Де Гейвен.

## Вибрана фільмографія
- 1915 — Коледж сиріт
- 1918 — Небезпека у вітальні
- 1920 — Подвійне ліжко
- 1921 — Дівчина в таксі